# Paroeax schoutedeni
Paroeax schoutedeni là một loài bọ cánh cứng trong họ Cerambycidae.